# Pendjála Harikrisna
Pendjála Harikrisna (telugu írással: పెండ్యాల హరికృష్ణ ), a nemzetközi szakirodalomban Pentala Harikrishna Penteala Harikrishna és Pendyala Harikrishna alakban is előfordul) (Vinjanam Padu, Ándhra Prades, India, 1986. május 10. –) indiai sakknagymester (GM), a nemzetközösségi játékok győztese (2001), Ázsia bajnoka (2011), U10 korosztályos ifjúsági sakkvilágbajnok (1996) és U20 junior sakkvilágbajnok (2004), Ázsia kétszeres U14 korosztályos bajnoka (1999, 2000), hétszeres sakkolimpikon, csapatban világbajnoki bronzérmes (2010).
2001 és 2006 között India legfiatalabb sakknagymestere volt, ezt a rekordját azóta megdöntötte Parimarjan Negi, aki 13 évesen szerezte meg a címet.

## Élete és sakkpályafutása

### Ifjúsági eredményei
Az Ándhra Prades tartomány Prakasam körzetében található Vinjanampadu nevű kis faluban született. Hároméves korában játszotta első sakkjátszmáját az akkor 52 éves nagyapjával, akit négyévesen már rendszeresen legyőzött. Ötévesen indult első versenyén, Ándhra Prades állam U8 korosztályos bajnokságán, amelyet megnyert. Hatéves korában, 1992-ben megnyerte az állam U10 és U14 éves korosztályos bajnokságát is. 1993-ban India U8 korosztályos bajnoka lett. Ezt követően India minden korosztályos bajnokságán érmet szerzett. 1994 és 1996 között bronz-, ezüst-, majd aranyérmet nyert az U10, 1996-ban és 1997-ben az U12, 1998-ban az U12, U15 és U18 korosztályban. 1999-ben az U18 korosztályban megnyerte a nemzetközösségi játékokat.
1996-ban megnyerte az U10 korosztályos ifjúsági sakkvilágbajnokságot. 1997-ben és 1998-ban ötödik helyen végzett azU12 korosztályban. 1999-ben a 3−7. heyen végzett holtversenyben az U16 korosztály világbajnokságán. 2002-ben, 16 éves korában bronzérmet szerzett az U18 korosztályban, és az 5−10. helyet szerezte meg az U20 junior sakkvilágbajnokságon, amelyen 2004-ben az első helyen végzett.
India bajnokságán 2000-ben ötödik, 2002-ben és 2003-ban második, 2004-ben harmadik. India történetében a legfiatalabbként, 14 éves korában, 2000-ben lett nemzetközi mester, majd egy évvel később 2001-ben nagymester. 2006-ig ő számított India legfiatalabb nagymesterének. A nagymesteri címhez szükséges normát a 2000-es sakkolimpián, a 2001. évi Corus sakktorna nagymesterversenyén, valamint a 2001-es Ázsia-bajnokságon teljesítette. 2003-ban a brit sakkbajnokságon a 2. helyen végzett, és megnyerte az U21 brit bajnokságot.

### Eredményei a világbajnokságokon
A 2001. évi Ázsia-bajnokság megnyerése révén vehetett részt a 2002-es kieséses rendszerű sakkvilágbajnokságon, ahol az első fordulóban vereséget szenvedett Alekszandr Beljavszkijtól.
Ázsia-bajnoki címe alapján meghívást kapott a 24 résztvevős 2002-es sakkvilágkupa résztvevői közé, ahol csoportjában a hat versenyző közül az ötödik helyen végzett, de győzelmet aratott a csoport legmagasabb Élő-pontszámú versenyzője, Alekszandr Morozevics ellen.
A 2004-es FIDE-sakkvilágbajnokságon a 2. körig jutott, ahol rájátszás után kapott ki Vaszil Ivancsuktól.
A 2005-ös sakkvilágkupán a 2004. évi junior sakkvilágbajnokság győzteseként szerzett jogot az indulásra. Ezúttal a 3. körig jutott, ahol az orosz Alekszej Drejev rájátszás után ütötte el a továbbjutástól.
A 2007-es sakkvilágkupán már az első körben búcsúzni kényszerült, miután vereséget szenvedett a kínai Csao Csüntől. A 2011-es sakkvilágkupán a 2. körig jutott, ahol vereséget szenvedett Dmitrij Jakovenkótól. A 2015-ös sakkvilágkupán a 2. körben az indiai S. P. Sethuramantól szenvedett vereséget.

## Eredményei csapatban

### Sakkolimpia
2000 és 2012 között hét alkalommal játszott India válogatottjában a sakkolimpián. Ez idő alatt a csapat legjobb eredménye a 2002-ben elért 6. helyezés volt.

### Sakkcsapat-világbajnokság
2010-ben, 2011-ben és 2015-ben vett részt a sakkcsapat világbajnokságon India válogatottjában. A csapat 2010-ben  a harmadik helyen végzett és bronzérmet szerzett.

### Sakkcsapat-Ázsia-bajnokság
A nemzeti sakkcsapatok Ázsia-bajnokságán 2003-ban ezüstérmet, 2009-ben csapatban arany-, egyéniben bronzérmet, 2012-ben csapatban ezüstérmet szerzett.

### Ázsia játékok
Az Ázsia-játékokon India válogatottjában 2006-ban csapatban arany-, egyéniben ezüstérmet, 2010-ben csapatban bronzérmet szerzett.

### Kiemelkedő eredményei klubcsapatokban
A Klubcsapatok Európa-Kupájában 2008-ban a német OSG Baden-Baden, valamint 2014-ben a cseh G-Team Nový Bor együttesével ezüstérmet szerzett, a tábláján elért egyéni eredménye alapján 2014-ben arany-, és 2015-ben szintén a cseh csapattal ezüstérmes lett.
Az orosz premier ligában 2007-ben az Elara Cheboksary csapatával bronzéremhez jutott.
A brit négy nemzet sakkligában 2006-ban a Guildford Chess Club csapatával ezüstérmet szerzett.
A cseh extraligában a G-Team Nový Bor együttesével 2014-ben, 2015-ben és 2016-ban is bajnoki címet szerzett.
Bosznia-Hercegovina extraligájában 2009-ben az ŠK Bosna Sarajevo csapatával nyert bajnoki címet, és tábláján az egyéni eredménye is a legjobb volt a mezőnyben.
2008-ban a kínai sakkligában a Shanghai City csapatával szerzett aranyérmet.

### Egyéb kiemelkedő versenyeredményei
1999-ben első helyen végzett az Áll-India Openen, valamint a Kozsíkódében rendezett 1. Tal-emlékversenyen és 3. helyezést ért el az Aurangabadban rendezett nemzetközi versenyen. 2001-ben az első helyen végzett a londoni Ron Banwell MSO Masters Tournament versenyen. A 2001−2002-es hagyományos hastingsi nemzetközi tornán holtversenyben első,  a 2002−2003-as tornán holtversenyben második helyen végzett. 2003-ban holtversenyben első az Abu-Dzabiban rendezett sakkfesztiválon, és holtversenyes első (végeredményben második) helyezést ért el az Egyesült Arab Emírségekbeli Sharjahban rendezett nemzetközi versenyen.
2004-ben harmadik lett a Gibraltar Masters versenyen, holtversenyes második a 6. Dubai Openen, és második az Abu Dhabi Masters versenyen. 2005-ben holtversenyben Borisz Gelfanddal az első helyen végzett a 17-es kategóriájú Bermuda Open versenyen, majd egyedüli elsőséget szerzett a 15-ös kategóriájú Sanjin Hotel Cup versenyen, valamint a 16-os kategóriájú Corus sakktorna Hoogeveen tornán. Az évet egy holtversenyes 2−3. hellyel zárta a pamplonai tornán.
2006-ban holtversenyben első lett a 22. Reykjavík Openen, és egyedüli első a IV. Marx György-emlékversenyen Pakson. 2007-ben a 2. helyen végzett a kieséses rendszerű Carlos Torre Repetto Memorial versenyen, miután a döntőben vereséget szenvedett Vaszil Ivancsuktól. A 17-es kategóriájú Montreal International versenyen a 3. helyet szerezte meg. A Marx György-emlékversenyen megvédte előző évi elsőségét (Ács Péterrel holtversenyben), majd Reggio Emiliában a 16-os kategóriájú versenyen Almási Zoltán mögött holtversenyben a 2. helyen végzett.
2008-ban holtversenyes első a SPICE Cup versenyen, és 2009-ben megnyerte a 7th International Festival Meurthe et Moselle-GM tornát. 2010-ben holtversenyben első a NEW York Openen, és holtversenyes második a 38. World Openen. 2011-ben holtversenyben második a Chicago Openen,
2012-ben megnyerte a Tata Steel Group sakktorna B-csoportját, rájátszás utn szerezte meg az elsőséget a hagyományos 28. Cappelle la Grande versenyen, holtversenyben második volt a Benasque International Open versenyen, 2013-ban a középmezőnyben végzett a 2732 átlag-Élő-pontszámú Tata Steel szuperversenyen Wijk aan Zee-ben, Élő-pontszáma ezzel az eredményével először 2700 pont fölé került. Egyedüli elsőséget szerzett a Biel Masters versenyen,
Holtversenyben a harmadik helyen végzett 2014-ben Bielben, és 2015-ben Gibraltáron. Júniusban egy pont előnnyel nyerte a 10. Edmontoni Nemzetközi Sakkversenyt, majd rájátszás után szerezte meg az első helyet holtverseny után a PokerStars IoM Mesterek Tornáján.

## Játékereje
A Nemzetközi Sakkszövetség (FIDE) 2017. áprilisra érvényes ranglistája szerint 2755 Élő-ponttal a világranglista 14. helyén állt. A legjobb világranglista helyezése a 10. hely volt 2016. novemberben. Legmagasabb Élő-pontszáma 2768, amelyet 2016. novemberben ért el.